# جبريل دياز دي أوليفيرا
جبريل دياز دي أوليفيرا هو لاعب كرة قدم برازيلي، ولد في 10 مايو 1994 في فرانسيسكو موراتو في البرازيل. لعب مع نادي بالميراس.

## روابط خارجية
- جبريل دياز دي أوليفيرا على موقع قاعدة بيانات كرة القدم.إي يو (الإنجليزية)
- جبريل دياز دي أوليفيرا على موقع Soccerway.com (الإنجليزية)